# Димідіація

Герб Гастінгса, що показує частково димідіаційний щит, де передні половини верхніх і нижніх левів приєднані до задніх половин кораблів. Цей мотив широко представлений у геральдиці П'яти портів.

Горизонтально зменшені кролик та риба, герб міста та гміна Проховіце, південна Польща. Горизонтальн димідіації рідкісні.

Димідіаційний Герб зведеної комуни Ле-Анделіс, (французький: Mi-parti)

В геральдиці димідіація - це метод геральдичного поєднання двох гербів.
Протягом певного часу димідіація передувала методу, відомому як збивання. У той час як збивання передбачає розміщення цілих полів обох гербів в одному щиті, димідіація передбачає розміщення правої половини одного герба поруч із лівою половиною іншого. У випадку шлюбу, права половина щита чоловіка була покладена поруч із лівою  половиною щита дружини.
Практика вийшла з ужитку, оскільки результат не завжди був естетично приємним (іноді створювали дивні гібриди, як видно з прикладів), а також тому, що в деяких випадках це призвело б до щита, який заплутано виглядав як один герб а не поєднання двох. Наприклад, перев'яз у поєднанні із лівим перев'язом може призвести до поєднання, яке просто виглядало як шеврон, таким чином приховуючи факт поєднання двох гербів.
Щоб уникнути цих недоліків, стало звичним використовувати більш ніж  половину кожного герба при їх поєднанні шляхом димідіації. Після того, як ця практика розпочалася, логічним прогресом було включення цілих обох гербів до нового щита, так що, по суті, уполовинення замінило поєднання цілих гербів.
Загальне правило, яке переноситься з димідіації, що якщо герб з облямівкою (або внутрішньою облямівкою тощо) поєднується, то облямівку не слід продовжувати за лінію розмежування.

## Галерея

Приклад димідіації двох щитів
Приклад поєднання двох щитів
Поєднання двох перев'язів у шеврон
Облямівка не продовжується за лінію свого поля